# 68
Năm 68 là một năm trong lịch Julius. 